# Pluto Nash
Pluto Nash (The Adventures of Pluto Nash) è un film commedia fantascientifica del 2002, diretto da Ron Underwood e interpretato da Eddie Murphy.

## Trama
Nel 2087 la Luna è stata colonizzata ed è divenuta una sorta di nuovo e selvaggio West, dove il denaro e, soprattutto, le conoscenze giuste ti possono aprire ogni porta. In un gruppo chiamato Little America vive Pluto Nash, un ex contrabbandiere. Essendosi ritirato dal crimine, Pluto Nash è diventato il proprietario del locale più in voga del satellite. Si tratta di un esclusivo club che gli procurerà dei grossi guai quando rifiuta di venderlo a Mogan, un gangster che sta coadiuvando il misterioso Rex Crater nel suo piano per conquistare la Luna. Nelle sue peripezie Nash è accompagnato da Bruno, la sua guardia del corpo androide, e dalla giovane Dina.

## Produzione
Il film è stato girato fra Montréal, Los Angeles, Toronto e New York.

## Accoglienza
La rivista The Hollywood Reporter lo ha insignito come la peggiore delusione al botteghino del primo decennio del XXI secolo: negli Stati Uniti il film ha incassato infatti soli 4,4 milioni di dollari, contro i 100 del costo di produzione.

### Riconoscimenti
- 2003 – Razzie Awards
  - Candidatura per il peggior film
  - Candidatura per il peggiore attore protagonista a Eddie Murphy
  - Candidatura per il peggior regista a Ron Underwood
  - Candidatura per la peggior sceneggiatura a Neil Cuthbert
  - Candidatura per la peggior coppia a Eddie Murphy e il clone di sé stesso
- 2004 – Razzie Awards
  - Candidatura per la peggior film commedia dei nostri primi 25 anni